# 有了你
《有了你》是香港歌手陳百強的第四張粵語大碟，主要由新晉音樂人趙文海及他的恩師鍾肇峰協助制作，收錄了陳百強主演的電影《失業生》的主題曲及插曲《有了你》及《太陽花》，以及講述父母恩情的名曲《念親恩》，描述與喜歡的對象見面時緊張的《思想走了光》、訴說思念著爱人的《沙灘中的腳印》等。此唱片於1981年6月由華納推出。

## 製作背景
這張專輯收錄了由譚國基投資、陳百強擔任主角的電影《失業生》中的主題曲《有了你》以及插曲《太陽花》和《念親恩》。《有了你》整首歌曲由鋼琴作為主要伴奏，旋律寧靜，純潔，優美動人。 
歌頌至愛親情的《念親恩》是當時「突破民歌創作賽」學生組的冠軍歌曲，此創作賽是由「突破」雜志舉辦，而「突破」雜志則是由基督教背景的青少年團體「突破機構」發行。《念親恩》至今仍是每年父親節、母親節時候電台最熱播的歌曲。
譚國基原屬意由鍾肇峰擔任此碟的主要創作及製作人員，但由於鍾肇峰身在EMI唱片，與華納有利益衝突，因而作罷。鍾肇峰隨即向譚國基推薦了他的徒弟趙文海。趙文海原先與鍾肇峰在EMI共事，後來因故離開了EMI而去了雄視錄音室任職。在此碟的製作過程當中，鍾肇峰仍在背後的給予趙文海不少的幫助，他寫了一首名曲《有了你》，作為電影《失業生》的主題曲，鍾肇峰甚至在此電影中飾演唱片監製一角。而趙文海亦透露《念親恩》一曲其實是由鍾肇峰交到他手上並提議由陳百強演唱的。
陳百強和趙文海都曾於通利琴行學電子琴，並曾一起在1978年7月的「山葉電子琴大賽」中參賽，陳百強參加高級組比賽，而趙文海則參加初級組，陳百強最終奪得冠軍。後來趙文海經鄭國江（他的小學老師）引薦進入EMI擔任錄音室助理從而進入樂壇。
此碟封套中的女子是電影《失業生》的女主角徐杰，她是台灣影后徐楓的親妹。

## 迴響
在《失業生》電影中，陳百強身穿白衣白褲，在新落成的高檔購物商場——中環置地廣塲（The Landmark）中使用白色鋼琴自彈自唱《有了你》的一幕戲是著名的經典畫面。
譚國基後來透露了一些製作《有了你》時的故事：「當我錄《有了你》、監製這首《失業生》主題曲時，該唱片公司某高級人士說這首歌不好，又說不會Hit的，可是事實證明了這高薪的行政人員是錯的。」
黎明在2017年的「開心幸運里」音樂會中透露了一些他與《有了你》的故事：「我記得1981年，那時自己沒車牌，十多歲，跟著很多做發型屋的哥哥們，坐他們的車去淺水灣等不同的地方燒烤，那時每個沙灘里面都會播同一首歌，包括上學啊，其他地方啊，都會聽到同一首歌（《有了你》）。」
陳百強幾乎每次演唱會都會唱《念親恩》，他後來曾如此解釋：「很多auntie uncle都會說，為何你的演唱會，每次都會唱這一首歌……陳先生陳太太你兒子真乖。如果我有這樣的兒子就好啦……坦白說，兩父子面對面，很難開口的！難道要說，爸爸我好疼你的呀！不可能的嘛，這樣惟有用唱歌來表達感情了，如果他是機靈的，就會知道我是乖的。」
《念親恩》在中國大陸的傳唱度只僅次于《偏偏喜歡你》及《一生何求》。

## 衍伸
2018年，無線電視劇《BB來了》採用了譚嘉儀翻唱的《有了你》作為主題曲。

## 曲目
| 曲序     | 曲目                           |          | 作曲       | 编曲     | 备注 | 时长  |
| -------- | ------------------------------ | -------- | ---------- | -------- | --- | ----- |
| 1.       | 有了你（電影《失業生》主題曲） | 鄭國江   | 鍾肇峰     | 鍾肇峰   | 第一主打 創藝電影《失業生》於1981年8月26至9月3日上映，陳百強（飾孔家寶）為第一男主角。 創藝影業公司由譚國基投資創立 | 4:43  |
| 2.       | 沙灘中的腳印                   | 鄭國江   | 陳百強     | 趙文海   | | 4:01  |
| 3.       | 思想走了光                     | 鄭國江   | 趙文海     | 趙文海   | | 3:27  |
| 4.       | 念親恩                         | 楊繼興   | 楊繼興     | 趙文海   | 第二主打 《突破》民歌創作賽·學生組冠軍 國語版：龔玥的《念親恩》（作詞：阿明）                                       | 3:23  |
| 5.       | 笑聲刺在心                     | 湯正川   | 陳德堅     | 梁兆基   | | 3:58  |
| 6.       | 校門外                         | 鄭國江   | 陳百強     | 鍾肇峰   | | 3:33  |
| 7.       | 太陽花（電影《失業生》插曲）   | 鄭國江   | 陳百強     | 趙文海   | | 3:13  |
| 8.       | 快樂的擁抱                     | 鄭國江   | 陳百強     | 鍾肇峰   | | 4:01  |
| 9.       | 再見,再見                      | 鄭國江   | 陳德堅     | 梁兆基   | | 3:16  |
| 10.      | 乘風破浪                       | 湯正川   | 陳德堅     | 梁兆基   | | 4:23  |
| 11.      | 片段                           | 林鎮輝   | 楊繼興     | 趙文海   | 《突破》民歌創作賽·公開組優異奬                                                                                     | 4:33  |
| 12.      | 一個下午                       | 林鎮輝   | Gary Perez | 梁兆基   | 改編自Sampaguita的《Laguna》                                                                                        | 3:51  |
| 总时长： | 总时长：                       | 总时长： | 总时长：   | 总时长： | 总时长： | 46:22 |

## 製作人員
- 監制：譚國基
- 助理監制：劉煥屏Josephine Lau
- 錄音：黃祖輝、Tom Brown
- 錄音室：雄視錄音室Topmost Studio
- 攝影：莫國泉
- 女模特兒：徐杰
- 封面設計：Johnson Poon、Victor Young

## 派台成績
| 歌曲   | 港台 中文歌曲龍虎榜 |
| ------ | ------------------- |
| 有了你 | 1▲                  |

▲1981年第35周

## 獎項
- 1981年度中文歌曲擂台獎頒獎禮

- 「中文歌曲擂台獎」：《有了你》專輯

- 第六屆香港金唱片頒獎典禮

- 「白金唱片」：《有了你》專輯

## 另見
- 創藝電影《失業生》